# Az Ipswich Town FC statisztikái
Az Ipswich Town FC egy angol labdarúgócsapat Ipswich városából. A klubot 1878-ban alapították, jelenleg a másodosztályban szerepel.
Ebben a listában a klub különböző statisztikái és a játékosok, edzők, vagy a csapat által felállított rekordok szerepelnek.

## Sikerek

### Nemzetközi
- UEFA-kupa:
  - Győztes (1): 1980-81

### Hazai
- Football League First Division:[1]
  - Győztes (1): 1961-62
  - Második (2): 1980-81, 1981-82
- Football League Second Division:
  - Győztes (3): 1980-81, 1980-81, 1980-81
- Football League Third Division South:
  - Győztes (2): 1953-54, 1956-57
- Southern Football League:
  - Győztes (1): 1938-39
- FA-kupa:
  - Győztes (1): 1977-78

## Játékosokkal kapcsolatos rekordok
- Legfiatalabb játékos: Connor Wickham, 16 év, 11 nap (a Doncaster ellen, 2009. április 11.)[2]
- Legidősebb játékos: Mick Burns, 43 év, 219 nap (a Gateshead ellen, 1952. január 12.)[3][4]

### Legtöbb mérkőzés
Csak a tétmérkőzések számolva, a csereként történő pályára lépések zárójelben szerepelnek.
| #  | Név            | Évek                    | Bajnokság | FA-kupa | Ligakupa | Egyéb  | Összesen |
| -- | -------------- | ----------------------- | --------- | ------- | -------- | ------ | -------- |
| 1  | Mick Mills     | 1965–82                 | 588 (3)   | 57 (5)  | 43 (1)   | 49 (0) | 737 (4)  |
| 2  | John Wark      | 1974–83 1987–89 1991–96 | 533 (6)   | 55 (1)  | 42 (1)   | 40 (0) | 670 (8)  |
| 3  | Mick Stockwell | 1982–2000               | 464 (42)  | 28 (3)  | 42 (5)   | 21 (3) | 555 (53) |
| 4  | Paul Cooper    | 1973–86                 | 447 (0)   | 45 (0)  | 43 (0)   | 40 (0) | 575 (0)  |
| 5  | George Burley  | 1973–85                 | 394 (0)   | 43 (0)  | 35 (0)   | 28 (0) | 500 (0)  |
| 6  | Tommy Parker   | 1946–56                 | 428 (0)   | 37 (0)  | 0 (0)    | 10 (0) | 475 (0)  |
| 7  | Billy Baxter   | 1960–70                 | 409 (0)   | 23 (1)  | 22 (0)   | 5 (0)  | 459 (0)  |
| 8  | John Elsworthy | 1949–64                 | 398 (0)   | 27 (0)  | 6 (0)    | 4 (0)  | 435 (0)  |
| 9  | Jason Dozzell  | 1983–92 1997            | 320 (20)  | 22 (0)  | 29 (1)   | 22 (0) | 393 (21) |
| 10 | Doug Rees      | 1947–60                 | 356 (0)   | 29 (0)  | 2 (0)    | 0 (0)  | 387 (0)  |

### Legtöbb gól
A klub történetének legeredményesebb gólszerzője Ray Crawford 218 találattal. Csak a bajnoki találatokat vizsgálva is ő a legeredményesebb, 204 gólt szerzett.
Competitive, professional matches only, appearances including substitutes appear in brackets.
| #  | Név            | Évek                    | Bajnokság | FA-kupa | Ligakupa | Egyéb   | Összesen  |
| -- | -------------- | ----------------------- | --------- | ------- | -------- | ------- | --------- |
| 1  | Ray Crawford   | 1958–63 1965–68         | 204 (320) | 5 (18)  | 0 (10)   | 9 (6)   | 218 (354) |
| 2  | John Wark      | 1974–83 1987–89 1991–96 | 135 (539) | 12 (56) | 25 (43)  | 18 (40) | 190 (678) |
| 3  | Ted Phillips   | 1953–63                 | 161 (269) | 9 (12)  | 7 (5)    | 6 (7)   | 181 (295) |
| 4  | Tom Garneys    | 1951–58                 | 123 (248) | 20 (25) | 0 (0)    | 0 (0)   | 143 (273) |
| 5  | Paul Mariner   | 1976–83                 | 96 (260)  | 19 (31) | 8 (28)   | 12 (28) | 135 (339) |
| 6  | Trevor Whymark | 1969–78                 | 75 (261)  | 2 (21)  | 9 (20)   | 18 (33) | 104 (335) |
| 7  | Eric Gates     | 1973–84                 | 73 (296)  | 8 (26)  | 8 (29)   | 7 (27)  | 96 (378)  |
| 8  | Tommy Parker   | 1946–56                 | 86 (428)  | 7 (37)  | 0 (0)    | 2 (10)  | 95 (475)  |
| 9  | Alan Brazil    | 1977–82                 | 70 (154)  | 6 (20)  | 3 (17)   | 1 (21)  | 80 (210)  |
| 10 | Jason Dozzell  | 1983–92 1997            | 52 (340)  | 12 (22) | 3 (30)   | 4 (22)  | 72 (414)  |

### Válogatottságok
- Első válogatott játékos: Billy Reed, Wales (1954. szeptember 22., Jugoszlávia ellen)[7]
- Első angol válogatott játékos: Ray Crawford (Észak-Írország ellen, 1961. november 22.)[7]
- Legtöbbszörös válogatott játékos: Allan Hunter, Észak-Írország, 47 mérkőzés Ipswich-játékosként[8]
- Legtöbbszörös angol válogatott játékos: Mick Mills, 42 mérkőzés Ipswich-játékosként[9]
- Első, világbajnokságon szereplő játékos: Alan Brazil és John Wark, Skócia (1982, Málaga, Új-Zéland ellen)[7]
- Első, világbajnokságon gólt szerző játékos: John Wark (1982, Új-Zéland ellen)[10]
- Első, világbajnokságon szereplő, angol játékos: Terry Butcher, Mick Mills és Paul Mariner (1982. június 16., Bilbao, Franciaország ellen)[7]
- Első, világbajnokságon gólt szerző, angol játékos: Paul Mariner (1982, Franciaország ellen)[7]
- Legtöbb világbajnoki mérkőzés: Terrty Butcher, 9 (1982, 1986)[11]
- Legtöbb világbajnoki gól: John Wark, 5 (1982)[11]
- Első, Európa-bajnokságon szereplő játékos: Frans Thijssen, Hollandia (1980, az NSZK ellen)[7]
- Legtöbb Európa-bajnoki mérkőzés: Claus Thomsen, 3 (1996)[12]

### Átigazolások

#### Legdrágábban vett játékosok
| # | Név                 | Összeg | Előző csapat      | Időpont             | Forrás |
| - | ------------------- | ------ | ----------------- | ------------------- | ------ |
| 1 | Matteo Sereni       | £4.8m  | Sampdoria         | 2001. augusztus 17. | [ 13 ] |
| 2 | Hermann Hreiðarsson | £4.5m  | Wimbledon         | 2000. augusztus 18. | [ 14 ] |
| 3 | Finidi George       | £3.1m  | RCD Mallorca      | 2001. augusztus 16. | [ 15 ] |
| 4 | Marcus Bent         | £3m    | Blackburn Rovers  | 2001. november 23.  | [ 16 ] |
| 5 | Marcus Stewart      | £2.75m | Huddersfield Town | 2000. február 1.    | [ 17 ] |

#### Legdrágábban eladott játékosok
| #  | Név              | Összeg | Vevő             | Időpont             | Forrás |
| -- | ---------------- | ------ | ---------------- | ------------------- | ------ |
| 1= | Kieron Dyer      | £6m    | Newcastle United | 1999. július 15.    | [ 18 ] |
| 1= | Richard Wright   | £6m    | Arsenal          | 2001. július 5.     | [ 19 ] |
| 3  | Titus Bramble    | £5m    | Newcastle United | 1999. július 14.    | [ 20 ] |
| 4  | Marcus Stewart   | £3.25m | Sunderland       | 2002. augusztus 30. | [ 17 ] |
| 5  | Jonathan Walters | £2.75m | Stoke City       | 2010. augusztus 18. | [ 21 ] |

## Klubrekordok

### Gólok
- Legtöbb gól: 106, 46 mérkőzésen (1955-56)[22]
- Legkevesebb lőtt gól: 32, 42 mérkőzésen (1985-86)[22]
- Legtöbb kapott gól: 121, 42 mérkőzésen (1963-64)[22]
- Legkevesebb kapott gól: 32, 46 mérkőzésen (1988-89)[22]

### Pontok
- Legtöbb pont:
  - Kétpontos rendszer: 64, 46 mérkőzésen (1953-54, 1955-56)[22]
  - Hárompontos rendszer: 87, 46 mérkőzésen (1999-2000)[22]
- Legkevesebb pont:
  - Kétpontos rendszer: 25 (42 mérkőzésen, 1963-64)[22]
  - Hárompontos rendszer: 27 (42 mérkőzésen, 1994-95)[22]

### Mérkőzések

#### Elsők
- Első mérkőzés: Ipswich Town 6–1 Stoke Wanderers, 1878. november 2., barátságos[23]
- Első bajnoki mérkőzés: Ipswich Town 4–1 Tunbridge Wells Rangers, Southern League, 1936. augusztus 29.[24]
- Első kupamérkőzés: Ipswich Town 2–0 Reading, 1890. október 4., első selejtezőkör.[25]
- Első nemzetközi mérkőzés: Floriana FC 1–4 Ipswich Town, 1962. szeptember 18., BEK-selejtező.[26]
- Első ligakupa-mérkőzés: Ipswich 0–2 Barnsley, 1960. október 11., első kör.[27]

#### Rekordok
- Legnagyíobb bajnoki mérkőzésen aratott győzelem: 7–0 a Portsmouth ellen (1964. november 7.[13]
- Legnagyobb kupamérkőzésen aratott győzelem: 11–0 a Cromer ellen, 1936. október 31.[25]
- Legnagyobb bajnoki mérkőzésen elszenvedett vereség:
  - 1–10 a Fulham ellen, 1963. december 26.[28]
  - 0–9 a Manchester United ellen, 1995. március 4.[29]
- Legnagyobb kupamérkőzésen elszevedett vereség: 1–7 a Southampton ellen, 1961. január 7.[25]

### Nézőszámok
- Legmagasabb hazai nézőszám (Portman Road): 38 010 (a Leeds United ellen, 1975. március 8., kupamérkőzés)[30]
- Legalacsonyabb hazai nézőszám (Portman Road): 2 858 (a Northampton Town ellen, 1939. február 1.)[30][31]

## Nemzetközi statisztikák

### Összes nemzetközi kupamérkőzés
Az Ipswich azon hat angol csapat egyike, amelyiknek sikerült megnyernie az UEFA-kupát. A győztes idényben John Wark tizennégy gólt szerzett, ezzel beállította José Altafini nemzetközi kupasorozatban szerzett legtöbb gól rekordját. Ezt Jürgen Klinsmann döntötte meg az 1995-96-os szezon során.
| Szezon  | Kupasorozat | Kör | Ország                | Klub                     | Odavágó | Megjegyzés | Notes         |
| ------- | ----------- | --- | --------------------- | ------------------------ | ------- | ---------- | ------------- |
| 1962–63 | BEK         | PR  | MLT                   | Floriana FC              | 10–0    | 4–1        | [ 36 ]        |
|         |             | 1R  | ITA                   | AC Milan                 | 2–1     | 0–3        |               |
| 1973–74 | UEFA-kupa   | 1R  | ESP                   | Real Madrid              | 1–0     | 0–0        | [ 37 ]        |
|         |             | 2R  | ITA                   | Lazio                    | 4–0     | 2–4        |               |
|         |             | 3R  | NED                   | FC Twente                | 1–0     | 2–1        |               |
|         |             | QF  | NDK                   | 1. FC Lokomotive Leipzig | 1–0     | 0–1        | [ 38 ]        |
| 1974–75 | UEFA-kupa   | 1R  | NED                   | FC Twente                | 2–2     | 1–1        | [ 39 ] [ 40 ] |
| 1975–76 | UEFA-kupa   | 1R  | NED                   | Feyenoord                | 2–1     | 2–0        | [ 41 ]        |
|         |             | 2R  | Belgium               | FC Bruges                | 3–0     | 0–4        |               |
| 1977–78 | UEFA-kupa   | 1R  | SWE                   | Landskrona BoIS          | 5–0     | 1–0        | [ 41 ]        |
|         |             | 2R  | ESP                   | Las Palmas               | 1–0     | 3–3        |               |
|         |             | 3R  | ESP                   | Barcelona                | 3–0     | 0–3        | [ 42 ]        |
| 1978–79 | KEK         | 1R  | NED                   | AZ                       | 2–0     | 0–0        | [ 43 ]        |
|         |             | 2R  | AUT                   | SW Innsbruck             | 1–0     | 1–1        |               |
|         |             | 3R  | ESP                   | Barcelona                | 2–1     | 0–1        | [ 40 ]        |
| 1979–80 | UEFA-kupa   | 1R  | NOR                   | Skeid Oslo               | 7–0     | 3–1        | [ 44 ]        |
|         |             | 2R  | SUI                   | Grasshoppers             | 1–1     | 0–0        |               |
| 1980–81 | UEFA-kupa   | 1R  | GRE                   | Arisz Szaloniki          | 5–1     | 1–3        | [ 45 ]        |
|         |             | 2R  | CZE                   | Bohemians 1905           | 3–0     | 0–2        |               |
|         |             | 3R  | POL                   | Widzew Łódź              | 5–0     | 0–1        |               |
|         |             | QF  | FRA                   | Saint-Étienne            | 3–1     | 4–1        |               |
|         |             | SF  | GER                   | 1. FC Köln               | 1–0     | 1–0        |               |
|         |             | F   | NED                   | AZ                       | 3–0     | 2–4        |               |
| 1981–82 | UEFA-kupa   | 1R  | SCO                   | Aberdeen                 | 1–1     | 1–3        | [ 46 ]        |
| 1982–83 | UEFA-kupa   | 1R  | ITA                   | Roma                     | 3–1     | 0–3        | [ 47 ]        |
| 2001–02 | UEFA-kupa   | 1R  | RUS                   | Torpedo Moszkva          | 1–1     | 2–1        | [ 48 ]        |
|         |             | 2R  | SWE                   | Helsingborg              | 0–0     | 3–1        |               |
|         |             | 3R  | ITA                   | Internazionale           | 1–0     | 1–4        |               |
| 2002–03 | UEFA-kupa   | PR  | Luxemburg             | Avenir Beggen            | 8–1     | 1–0        | [ 49 ]        |
|         |             | 1R  | Szerbia és Montenegró | FK Smederevo             | 1–1     | 1–0        |               |
|         |             | 2R  | CZE                   | Slovan Liberec           | 1–0     | 0–1        | [ 38 ]        |

Jelmagyarázat
- PR = Selejtező
- 1R = Első kör
- 2R = Második kör
- 3R = Harmadik kör
- QF = Negyeddöntő
- SF = Elődöntő
- F = Döntő

### Statisztika
| Kupasorozat | M  | Gy | D  | V  | RG  | KG |
| ----------- | -- | -- | -- | -- | --- | -- |
| BEK         | 4  | 3  | 0  | 1  | 16  | 5  |
| KEK         | 6  | 3  | 2  | 1  | 6   | 3  |
| UEFA-kupa   | 52 | 30 | 10 | 12 | 98  | 53 |
| Összesen    | 62 | 36 | 12 | 14 | 120 | 61 |